# Bastorf

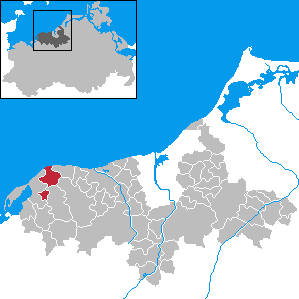
Bastorf dans l'arrondissement de Rostock

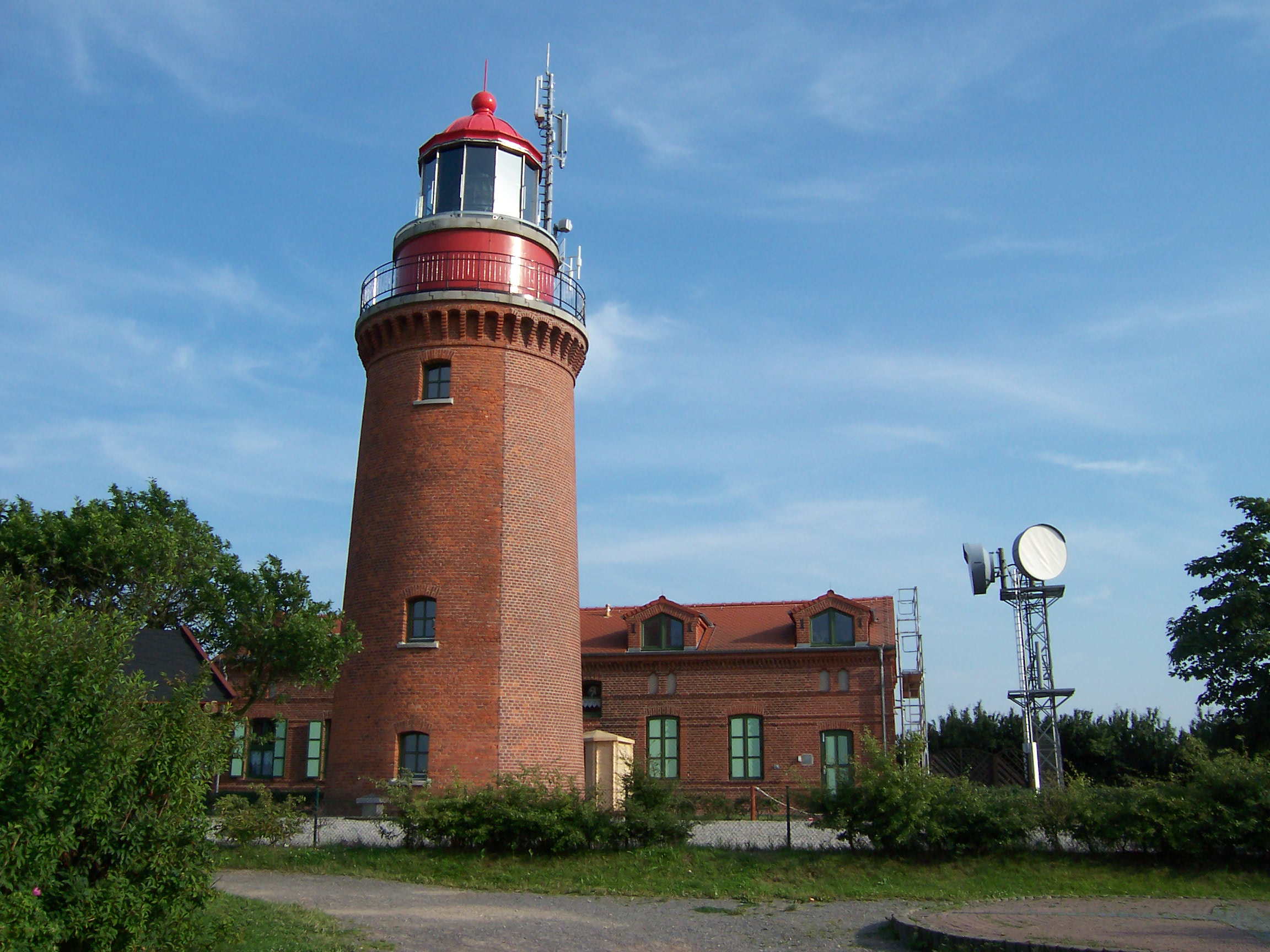
Phare de Bastorf

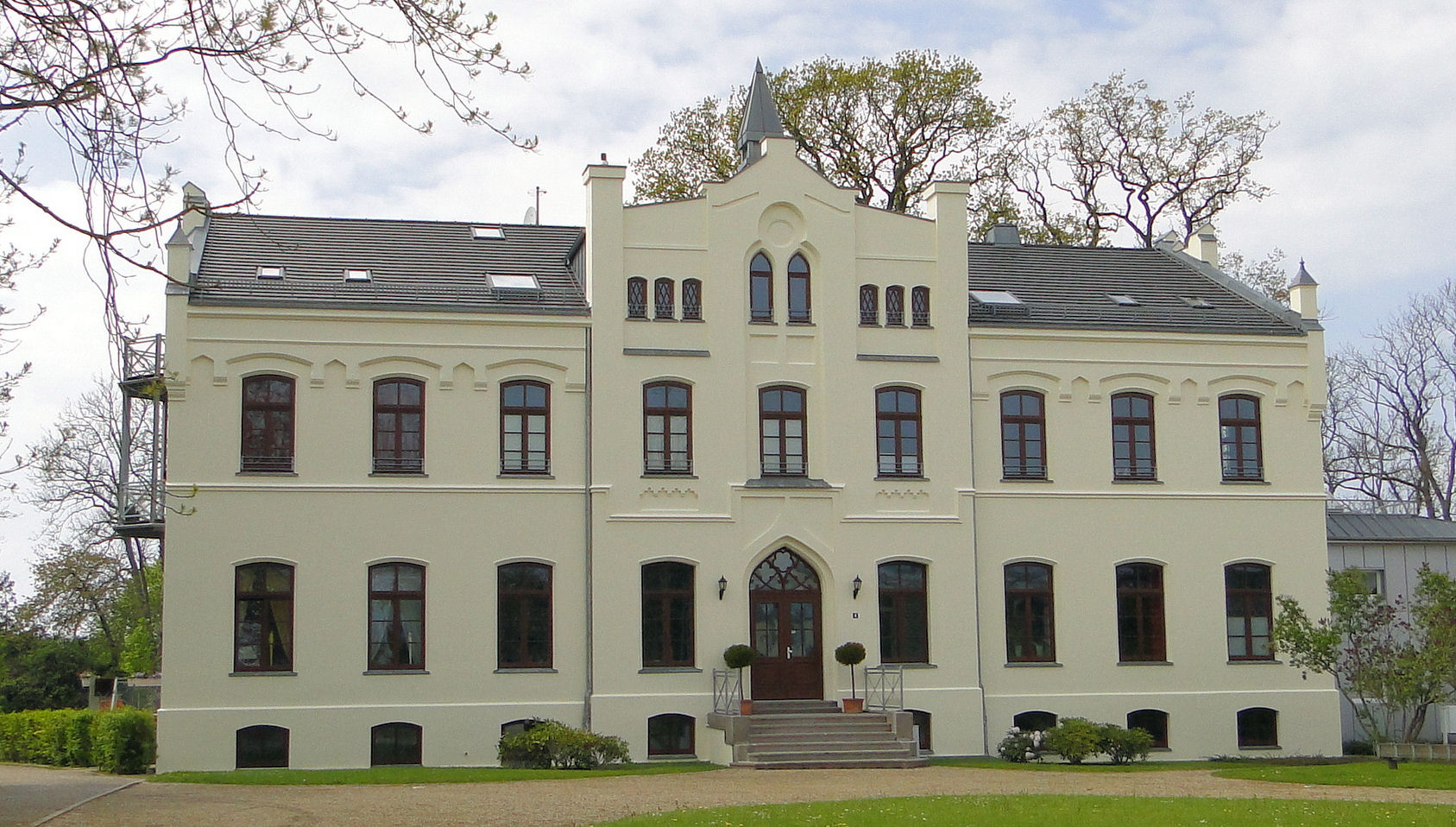
Manoir de Kägsdorf

Bastorf est une commune de l'arrondissement de Rostock, Land de Mecklembourg-Poméranie-Occidentale.

## Géographie
Bastorf se trouve entre les stations balnéaires de Kühlungsborn et Rerik. Le centre-ville se situe à 2 km de la côté de la mer Baltique.
La commune comprend une enclave : le quartier de Zweedorf.

## Sites et attractions
Le phare de Bastorf mesure 20,8 m de haut et se trouve à 78 m au-dessus de la mer. Il est, après celui de Lübeck-Travemünde, le phare allemand le plus haut sur la mer Baltique.
Le manoir de Kägsdorf est construit en 1865 par Gottlieb von Brandt dans un style néo-gothique.

## Source, notes et références
- (de) Cet article est partiellement ou en totalité issu de l’article de Wikipédia en allemand intitulé « Bastorf » (voir la liste des auteurs).